# 여씨춘추

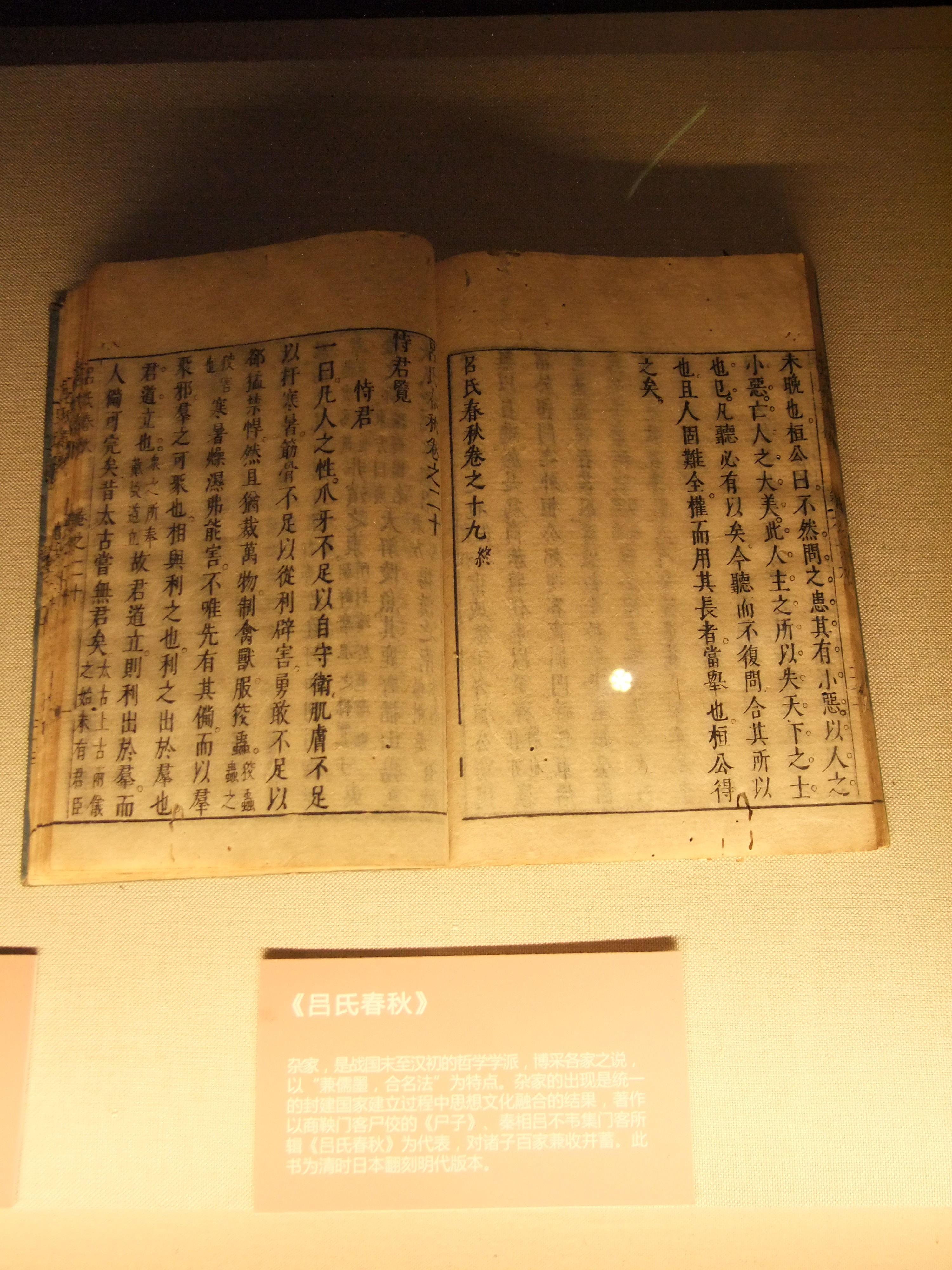

《여씨춘추》(呂氏春秋)는 기원전 239년 중국 진나라의 재상인 여불위가 주도하여 편집한 백과사전이다. 제자백가 중 잡가의 대표적인 작품이다. 《여람》(呂覽)이라고도 한다.
고대 중국의 거상이자 진의 재상인 여불위가 전국의 논객들과 식객들을 모아 춘추전국시대의 모든 사상을 절충 · 통합시키고 세밀하게 분석하여 정치와 율령의 참고로 삼기 위해 저술하게 한 일종의 백과사전이다.
총 26권 160편으로, 연감에 해당하는 기(紀) 12권, 보고서에 해당하는 람(覽) 8권, 논문에 해당하는 론(論) 6권으로 구성되어 있다. 《예기》(禮記)의 〈월령편〉(月令篇)은 이들 중 12기(十二紀), 즉 기(紀) 12권의 요약이라고 한다.
다루고 있는 학설 중에는 도가(道家)의 것이 가장 많고 유가(儒家) · 병가(兵家) · 농가(農家) · 법가(法家)의 주장과 이론도 섞여 있다.
여불위는 이 책을 진의 수도 함양 저잣거리에 전시해 놓고 "이 책에서 한 글자라도 고칠 수 있다면 천금을 주겠다"라고 큰소리를 쳤다. 이 때문에 일자천금(一字千金)이라는 고사가 생겼다.

## 서지 사항
- 여불위 저, 정하현 역, 여씨춘추, 소명출판, 2011년 10월 25일

## 참고 문헌
- 이 문서에는 다음커뮤니케이션(현 카카오)에서 GFDL 또는 CC-SA 라이선스로 배포한 글로벌 세계대백과사전의 내용을 기초로 작성된 글이 포함되어 있습니다.